# باد الکساندرسباد
باد الکساندرسباد (به آلمانی: Bad Alexandersbad) یک شهر در آلمان است که در وونسیدل واقع شده‌است. باد الکساندرسباد ۱٬۲۱۹ نفر جمعیت دارد.